# Las Vegas, Escuintla
Las Vegas är en ort i Mexiko.   Den ligger i kommunen Escuintla och delstaten Chiapas, i den sydöstra delen av landet, 800 km sydost om huvudstaden Mexico City. Las Vegas ligger 446 meter över havet och antalet invånare är 212.
Terrängen runt Las Vegas är kuperad söderut, men norrut är den bergig. Runt Las Vegas är det ganska tätbefolkat, med 111 invånare per kvadratkilometer. Närmaste större samhälle är Escuintla, 16,5 km väster om Las Vegas. I omgivningarna runt Las Vegas växer i huvudsak städsegrön lövskog.